# La Chapelle-en-Serval
La Chapelle-en-Serval este o comună în departamentul Oise, Franța. În 2009 avea o populație de 2,799 de locuitori.